# Casino (wielerploeg)
Casino was een Franse wielerploeg in de jaren 90, gesponsord door een gelijknamige supermarktketen. De ploeg begon in 1996 als voortzetting van Chazal-MBK-König dat werd opgericht in 1992. Casino werd op haar beurt in 2000 opgevolgd door Ag2r Prévoyance.

## Verloop van de Casino-ploeg
In het eerste jaar van zijn bestaan won de ploeg geen aansprekende wedstrijden, maar in 1997 zegevierde Stéphane Barthe verrassend in het Frans kampioenschap op de weg en won Marc Streel het Belgisch kampioenschap tijdrijden. Christophe Agnolutto wist daarnaast vast te houden aan zijn vroegverworven leiderspositie in de Ronde van Zwitserland. Andere aansprekende resultaten waren de winst van Alberto Elli in de Midi Libre en Rolf Järmann in de Ronde van Polen.

### Hoogtepunt en dieptepunt: 1998
1998 vormde tegelijkertijd het hoogtepunt en dieptepunt van de Casino-wielerploeg. Er werden drie wereldbeker-wedstrijden gewonnen en twee etappes in de Ronde van Frankrijk. Voorts waren Casino-renners in elf kleinere etappekoersen de sterkste. Het dieptepunt was echter de ontmaskering van Rodolfo Massi als "apotheker" van het peloton. Hij en ploegleider Vincent Lavenu werden tijdens de Ronde van Frankrijk opgepakt door de politie. Massi reed op dat moment in de bolletjestrui en stond hoog geplaatst in het algemeen klassement, maar werd in voorlopige hechtenis genomen en kon niet meer beginnen aan de volgende etappe.

### Het laatste jaar
De ploeg ging nog één jaar door, maar de sponsor verkleinde het budget en veel belangrijke renners vertrokken. Toch werden ook in 1999 een aantal belangrijke wedstrijden gewonnen. In de eindklassementen van de Midi Libre en de Dauphiné Libéré, de twee belangrijkste Franse etappewedstrijden na de Ronde van Frankrijk stonden Casino-renners bovenaan. Jaan Kirsipuu zegevierde bovendien in de eerste etappe van de Ronde van Frankrijk. In 2000 nam cosponsor Ag2r het stokje over en werd hoofdsponsor.

## Belangrijkste overwinningen
1996
- etappe Critérium du Dauphiné (Kirsipuu)

1997
- Midi Libre (Elli)
- Ronde van Polen (Järmann)
- Ronde van Zwitserland (Agnolutto)
- Belgisch kampioenschap tijdrijden (Streel)
- Frans kampioenschap op de weg (Barthe)

1998
- Amstel Gold Race (Järmann)
- Parijs-Tours (Durand)
- Tirreno-Adriatico (Järmann)
- Waalse Pijl (Hamburger)
- 8e etappe Ronde van Frankrijk (Durand)
- 10e etappe Ronde van Frankrijk (Massi)
- Ests kampioenschap op de weg (Kirsipuu)

1999
- Dauphiné Libéré (Vinokoerov)
- Midi Libre (Salmon)
- 1e etappe Ronde van Frankrijk (Kirsipuu)
- Ests kampioenschap op de weg (Kirsipuu)
- Frans kampioenschap tijdrijden (Maignan)